# Menir

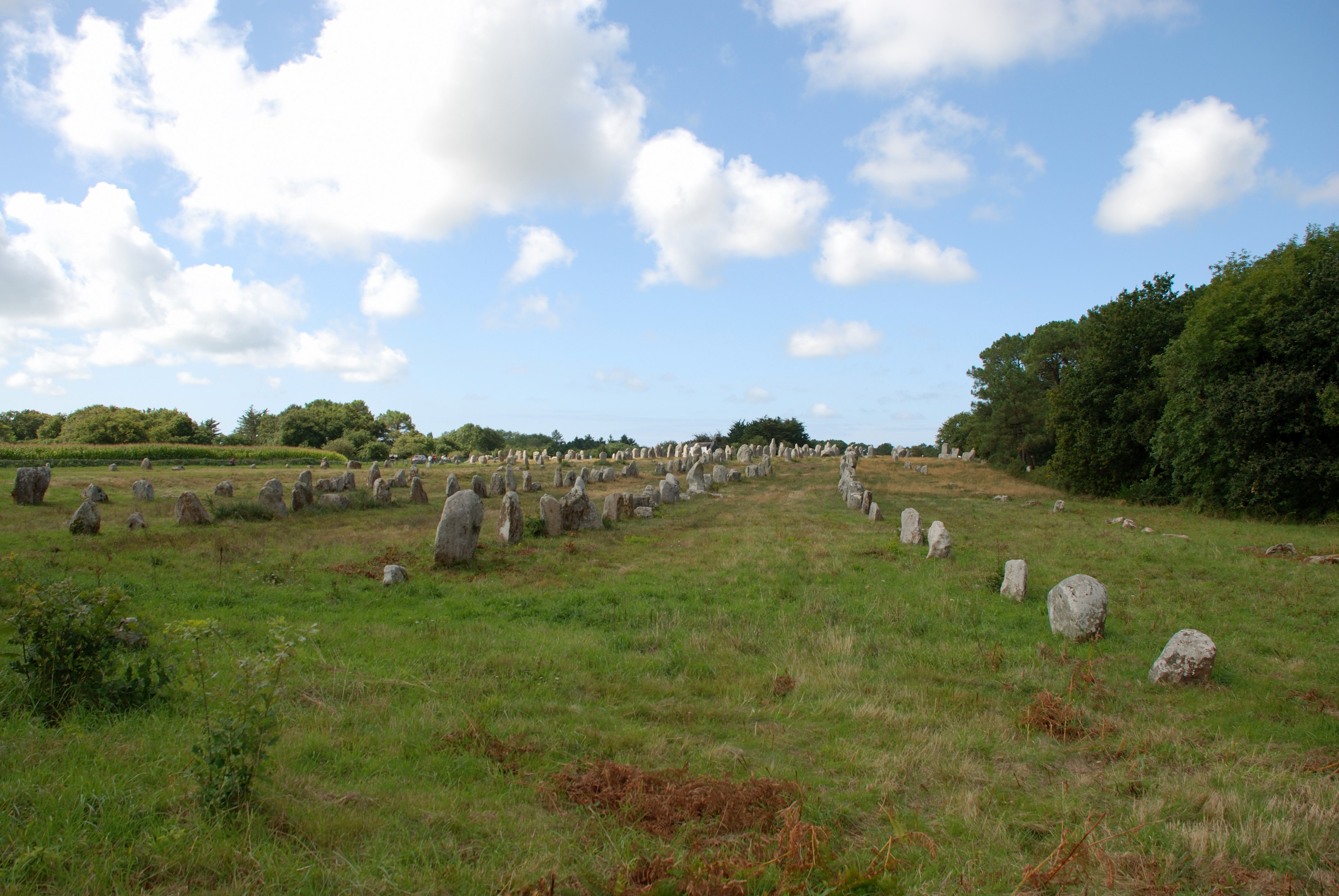
Alinhamento de menir em Carnac na França

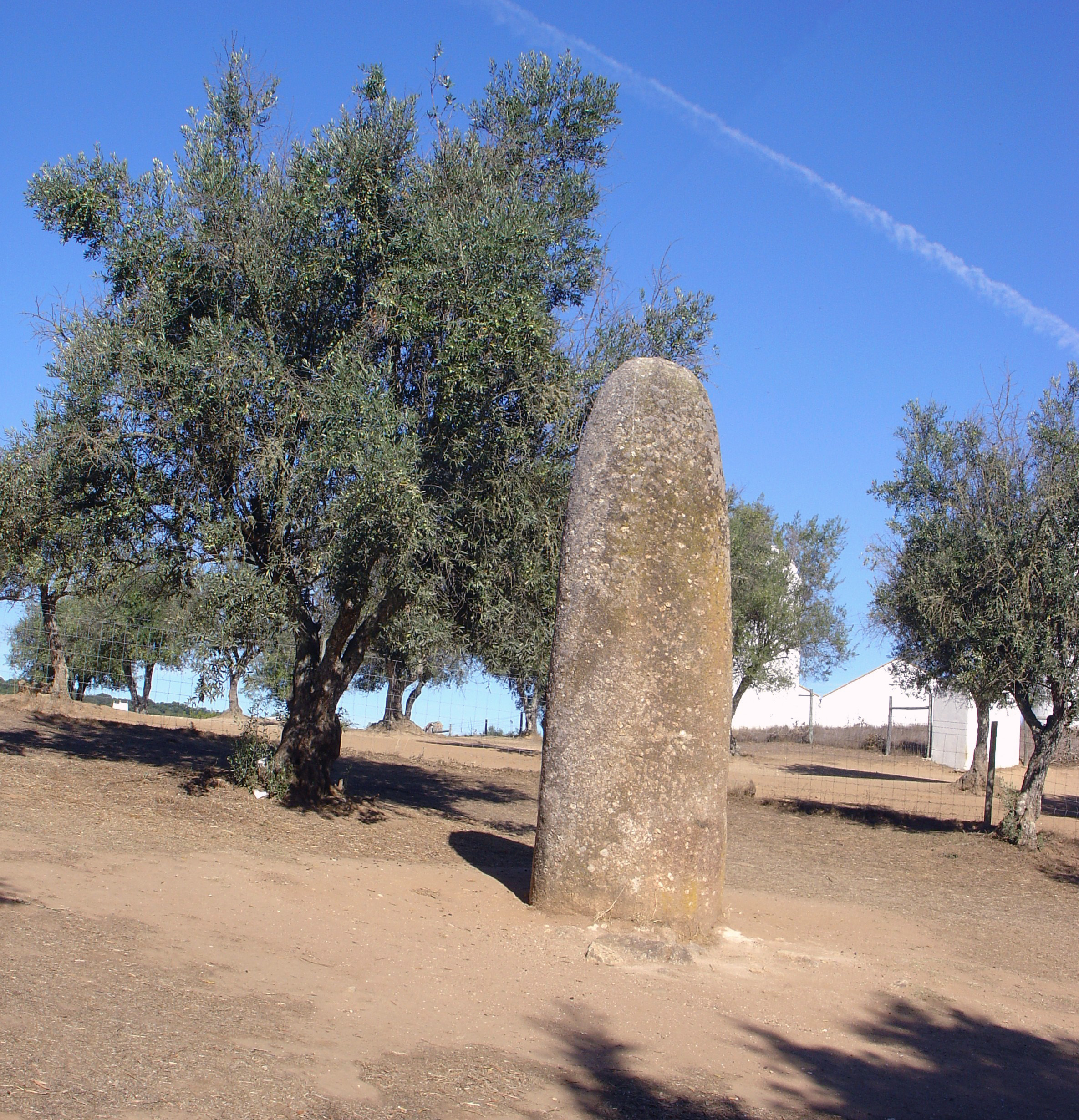
Menir dos Almendres, Évora, Portugal.

Menir, também denominado menhir ou perafita, é um monumento pré-histórico de pedra, cravado verticalmente no solo (ortóstato), às vezes de tamanho bem elevado.

## Etimologia
A palavra menir foi adotada, através do francês, pelos arqueólogos do século XIX, com base nas palavras do Bretão, significando men = pedra e hir = longa (comparar com o Gaélico: maen hir = pedra longa). No Bretão moderno usa-se a palavra peulvan.
Em português, também se denomina perafita, do latim "petra ficta" ("pedra fixa/fincada").

## História
Para erigir seus monumentos, as pessoas da época pré-histórica provavelmente começaram por levantar uma coluna, em honra de um deus ou de um acontecimento importante, embora a maioria dos historiadores relacionem o seu aparecimento com:
- Culto da fecundidade (menir isolado)
- Marcos territoriais (menir isolado)
- Orientadores de locais (menires isolados e em linha)
- Santuários religiosos (menires em círculo)

Esses monumentos pré-históricos eram pedras, cravadas verticalmente no solo, às vezes bastante grandes (megalito, denominado menir). Pelo peso dessas pedras, algumas de mais de três toneladas, acredita-se que não poderiam ter sido transportadas sem o conhecimento da alavanca.
Estas pedras (os menires) deram origem às colunas. Mais tarde percebeu-se que, usando três elementos, era possível construir. Assim nasceu o dólmen (Bretão dol = mesa, men = pedra), em forma de mesa, ou o trilito (três pedras), formado por duas colunas que apoiavam uma arquitrave. Uma série de trilitos compõem a colunata menhir.

## Tipos de Menires

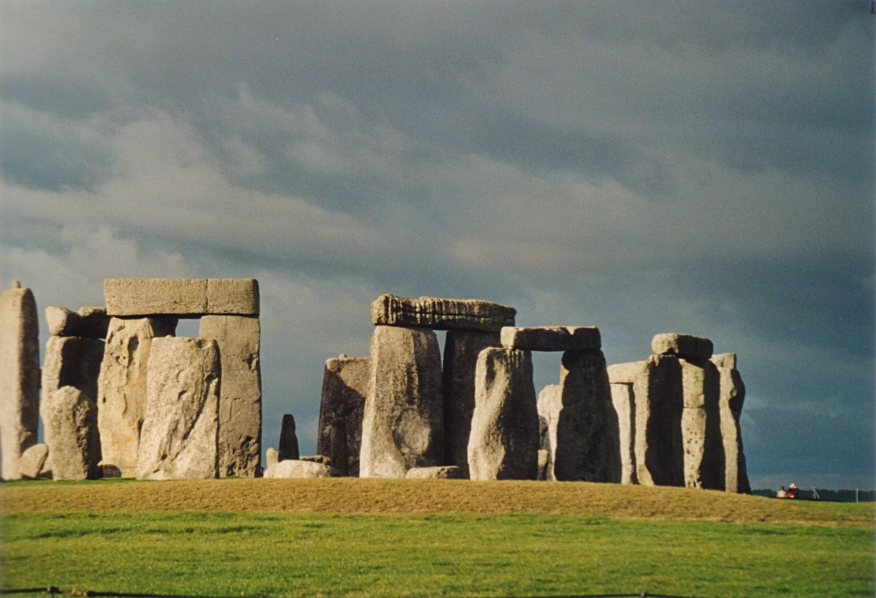
Stonehenge

- Menires isolados
- Menires em linha
- Menires agrupados ou Cromeleque
  - Cromeleque em círculo simples
  - Cromeleque em círculo duplo
  - Cromeleque em rectângulo
  - Cromeleque em elípse